# Adelmo Cavalcante Machado
Adelmo Cavalcante Machado (* 5. März 1905 in Penedo, Alagoas, Brasilien; † 28. November 1983 in Maceió) war ein brasilianischer Geistlicher und römisch-katholischer Erzbischof von Maceió.

## Leben
Adelmo Cavalcante Machado empfing am 4. Dezember 1927 das Sakrament der Priesterweihe.
Am 3. April 1948 ernannte ihn Papst Pius XII. zum Bischof von Pesqueira. Der Erzbischof von Maceió, Ranulfo da Silva Farias, spendete ihm am 15. August desselben Jahres die Bischofsweihe; Mitkonsekratoren waren der Bischof von Penedo, Fernando Gomes dos Santos, und der Bischof von Garanhuns, Juvéncio de Brito.
Am 24. Juni 1955 bestellte ihn Pius XII. zum Titularerzbischof von Leontopolis in Pamphylia und zum Koadjutorerzbischof von Maceió. Adelmo Cavalcante Machado wurde am 19. Oktober 1963 in Nachfolge des verstorbenen Ranulfo da Silva Farias Erzbischof von Maceió. Am 24. November 1976 nahm Papst Paul VI. das von Cavalcante Machado vorgebrachte Rücktrittsgesuch an.
Adelmo Cavalcante Machado nahm an allen vier Sitzungsperioden des Zweiten Vatikanischen Konzils teil.